# Intercity Transit

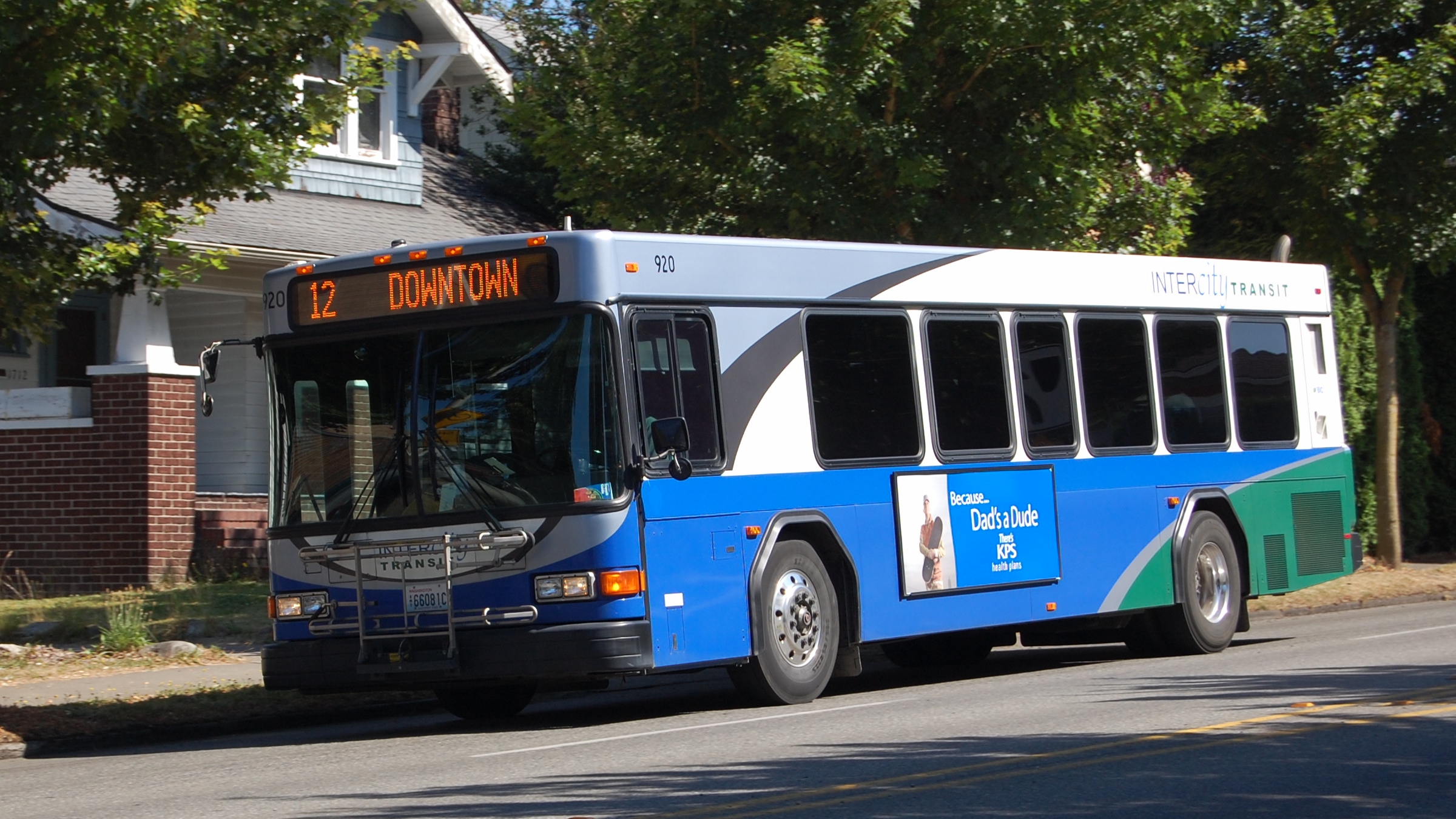
Autobus Intercity Transit směřující do centra Olympie.

Intercity Transit je dopravní podnik obsluhující města Olympia, Lacey, Tumwater a Yelm v americkém státě Washington na území o rozloze zhruba 240 km². Celkem provozuje 24 autobusových linek, službu Dial-A-Lift pro invalidy, program spolujízdy, a je rovněž aktivní v komunitních záležitostech.
Kromě toho provozuje pravidelnou shuttle linku Dash, která spojuje Capitol Campus s centrem Olympie přes ulici Capitol Way. O pracovních dnech jezdí každých patnáct minut, o víkendech pak každých deset, navíc po své trase míjí několik velkých veřejných parkovišť.
V roce 2009 byl podnik odměněn Asociací amerických dopravních podniků oceněním pro nejlepší dopravní podnik střední velikosti v zemi.
Do flotily Intercity Transit patří 68 autobusů, 33 dodávek Dial-A-Lift a 221 dodávek pro spolujízdu. V roce 2010 podnik zakoupil 6 nových hybridních autobusů a nyní je jedním z prvních v zemi, jejichž flotila běží pouze na bionaftu. Nejvíce (66) autobusů z flotily jsou modely Gillig Low Floor.